# Emerson, Lake & Palmer in Concert
Emerson, Lake & Palmer in Concert ist ein Livealbum der britischen Progressive-Rock-Band Emerson, Lake and Palmer, das am 26. August 1977 im Olympiastadion Montreal in Kanada aufgenommen wurde. Es wurde im November 1979, nach der Auflösung der Gruppe, bei Atlantic Records veröffentlicht. Das Cover des Albums zeigt eine Ansicht des Stadions.
1993 wurde das Album in neuer Aufmachung als Works Live wiederveröffentlicht. Einige der Titel stammen nicht vom Montrealer Konzert, sondern von anderen Konzerten der Tour 1977–1978, wie Peter Gunn und Tiger in a Spotlight.

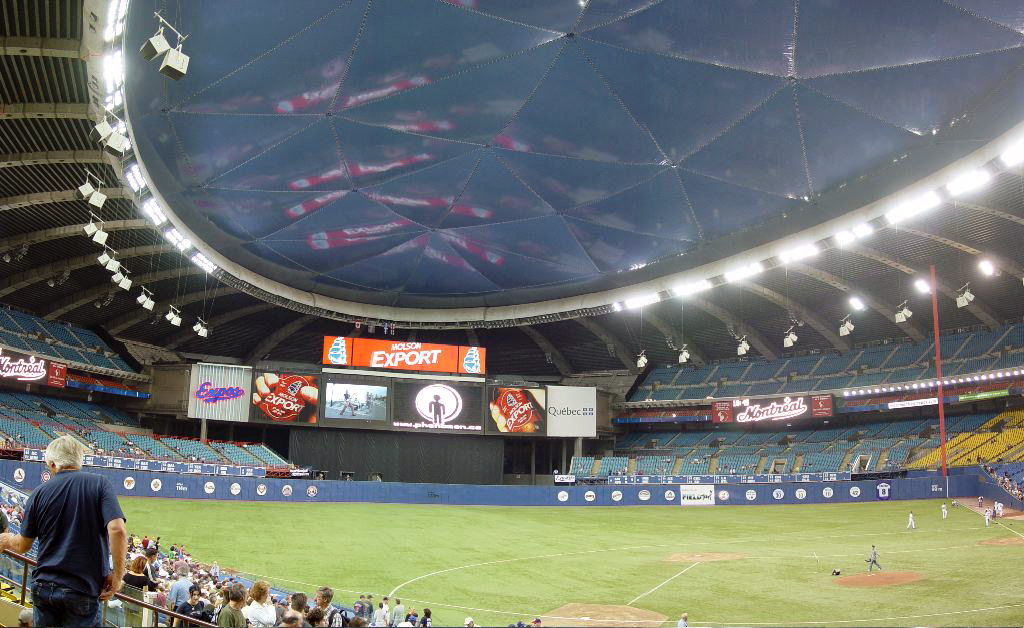
Innenansicht des Olympiastadions Montreal aus ähnlicher Perspektive wie auf dem Coverbild des Albums.

## Inhalt
Ähnlich wie bei den meisten Livealben präsentiert In Concert die damals bei Fans populären, bereits früher veröffentlichten Titel. Eine Premiere war lediglich Emerson, Lake and Palmers Interpretation von Peter Gunn, dem Titelsong der gleichnamigen Fernsehserie. Eine leicht bearbeitete Version dieser Liveaufnahme erschien 1980 auf der Kompilation The Best of Emerson, Lake & Palmer und in einigen Ländern als Singleauskopplung. Die Band eröffnete mit diesem Stück häufig ihre Konzerte während ihrer Works Volume 2 Tournee.
Für einige Konzertauftritte dieser Tournee engagierte die Band ein 70-köpfiges Orchester, musste es aber schließlich aus finanziellen Gründen entlassen, da die Kosten die Gruppe beinahe ruinierten. Auf der Originalversion des Albums wurden die Titel C’est la Vie, Knife-Edge, Keith Emersons Piano Concerto No. 1 und Pictures at an Exhibition mit Orchesterbegleitung aufgenommen. Auf dem Album Works Live sind vier weitere Stücke enthalten, die mit dem Orchester aufgeführt wurden: Fanfare for the Common Man, Abaddon’s Bolero, Closer to Believing und Tank.

## Veröffentlichungen
Die ursprüngliche Auflage des Albums trug keine Produzentenangabe. Produktion und Abmischung des Albums wurden weitgehend von Keith Emerson übernommen. Emerson beabsichtigte, das Album als Doppel-LP zu veröffentlichen, doch angesichts der bevorstehenden Auflösung der Band kürzte das Plattenlabel Atlantic Records die Ausgabe auf eine LP zusammen. Mit der Wiederveröffentlichung des Albums Works Live 1993 als Doppel-CD kam man dem ursprünglichen Plan wieder etwas entgegen.

## Sonstiges
Godfrey Salmon, der Dirigent des Orchesters, spielte Geige auf dem letzten Album von Jackson Heights,  Bump ’n’ Grind aus dem Jahr 1973. Keith Emersons ehemaliger Bandkollege Lee Jackson gründete diese Gruppe, nachdem The Nice 1970 infolge der Gründung von Emerson, Lake and Palmer aufgelöst wurde.

## Titelliste

### In Concert (1979)
Seite 1
1. Introductory Fanfare (Keith Emerson, Carl Palmer) – 0:53
2. Peter Gunn (Henry Mancini, Emerson, Greg Lake, Palmer) – 3:37
3. Tiger in a Spotlight (Emerson, Lake, Palmer, Peter Sinfield) – 4:06
4. C’est la Vie (Lake, Sinfield) – 4:12
5. The Enemy God Dances with the Black Spirits (Sergei Prokofiev, Emerson, Lake, Palmer) – 2:49
6. Knife-Edge (Emerson, Richard Fraser, Leoš Janáček, Lake) – 5:14

Seite 2
1. Piano Concerto No. 1, Third Movement: Toccata con fuoco (Emerson) – 6:35
2. Pictures at an Exhibition (Emerson, Lake, Modest Mussorgsky, Palmer) – 15:43

### Works Live (1993)
Disc 1
1. Introductory Fanfare – 0:52
2. Peter Gunn – 3:34
3. Tiger in a Spotlight – 4:08
4. C’est la Vie – 4:14
5. Watching Over You (Lake, Sinfield) – 3:59
6. Maple Leaf Rag (Scott Joplin) – 1:14
7. The Enemy God Dances with the Black Spirits – 2:46
8. Knife-Edge – 5:03
9. Show Me the Way to Go Home (Jimmy Campbell, Reg Connelly) – 5:03

Disc 2
1. Abaddon’s Bolero (Emerson) – 6:02
2. Pictures at an Exhibition – 15:40
3. Closer to Believing (Lake, Sinfield) – 5:28
4. Piano Concerto No. 1, Third Movement: Toccata con Fuoco – 6:40
5. Tank (Emerson, Palmer) – 12:36